# Charlotte Voll
Charlotte Voll (Karlsruhe, 22 april 1999) is een voetbalspeelster uit Duitsland. Ze speelt als doelverdediger voor Bayer 04 Leverkusen in de Bundesliga.

## Clubcarrière
In haar jeugdjaren kwam Charlotte Voll uit in de jeugopleiding van TSG 1899 Hoffenheim. Op 31 oktober 2015 maakte ze haar debuut voor het tweede elftal van Hoffenheim in de 2de Bundesliga. Voll speelde uiteindelijk zeven wedstrijden voor het tweede elftal van Hoffenheim, maar kwam niet tot een debuut in de hoofdmacht van de ploeg uit Sinsheim. In 2017 verliet ze de club.
Op 19 juli 2017 tekende Voll een tweejarig contract bij het Franse Paris Saint-Germain. Voll fungeerde als derde keepster bij de Parijzenaars achter Katarzyna Kiedrzynek en Christiane Endler. Ze maakte vooral haar minuten in het onder 19 elftal van Paris Saint-Germain. In mei 2019 verliet ze de club nadat haar contract niet werd verlengd.
Voll keerde terug naar Duitsland waar SC Sand op 21 mei 2019 aankondigde Voll voor twee jaar aan zich te hebben verbonden. Op 13 oktober 2019 maakte Voll haar debuut in de Bundesliga. In deze wedstrijd tegen 1. FFC Frankfurt wist Voll haar doel schoon te houden in een 3-0 overwinning.
Paris Saint Germain kondigde op 2 juli 2020 de terugkeer van Voll aan, waar ze opnieuw een tweejarig contract tekende. Op 16 december 2020 maakte Voll haar debuut in de UEFA Women's Champions League in een 6-1 overwinning op het Poolse Górnik Łęczna. In 2021 werd Voll met Paris Saint-Germain voor het eerst landskampioen van de Division 1 Féminine. In 2022 behaalde ze de halve finale van de Champions League. Na afloop van het seizoen 2021/22 vertrok Voll opnieuw bij Paris Saint-Germain.
Voll tekende een éénjarig contract bij het Oostenrijkse SPG Altach / Vorderland. Op 11 april 2021 werd dit contract met twee seizoenen verlengd. Voll keerde op 7 augustus 2023 terug naar Duitsland door de overstap naar Bayer 04 Leverkusen te maken. Hier fungeert ze sinds het seizoen 2023/24 als tweede keepster achter Friederike Repohl.

## Statistieken
| Seizoen | Club                    | Competitie          | Competitie | Competitie | Beker | Beker | Overig | Overig | Totaal | Totaal |
| Seizoen | Club                    | Competitie          | Wed.       | Dlp.       | Wed.  | Dlp.  | Wed.   | Dlp.   | Wed.   | Dlp.   |
| ------- | ----------------------- | ------------------- | ---------- | ---------- | ----- | ----- | ------ | ------ | ------ | ------ |
| 2015/16 | TSG 1899 Hoffenheim     | 2de Bundesliga      | 1          | 0          | 0     | 0     | 0      | 0      | 1      | 0      |
| 2015/16 | TSG 1899 Hoffenheim     | 2de Bundesliga      | 6          | 0          | 0     | 0     | 0      | 0      | 6      | 0      |
| 2017/18 | Paris Saint-Germain     | Division 1 Féminine | 0          | 0          | 0     | 0     | 0      | 0      | 0      | 0      |
| 2018/19 | Paris Saint-Germain     | Division 1 Féminine | 0          | 0          | 0     | 0     | 0      | 0      | 0      | 0      |
| 2019/20 | SC Sand                 | Bundesliga          | 8          | 0          | 1     | 0     | 0      | 0      | 9      | 0      |
| 2020/21 | Paris Saint-Germain     | Division 1 Féminine | 0          | 0          | 1     | 0     | 1      | 0      | 2      | 0      |
| 2021/22 | Paris Saint-Germain     | Division 1 Féminine | 6          | 0          | 1     | 0     | 2      | 0      | 9      | 0      |
| 2022/23 | SPG Altach / Vorderland | ÖFB-Frauenliga      | 17         | 0          | 0     | 0     | 0      | 0      | 17     | 0      |
| 2023/24 | Bayer 04 Leverkusen     | Bundesliga          | 0          | 0          | 3     | 0     | 0      | 0      | 3      | 0      |
| Totaal  | Totaal                  | Totaal              | 38         | 0          | 6     | 0     | 3      | 0      | 47     | 0      |

Bijgewerkt t/m 30 april 2024.

## Interlandcarriere
Charlotte Voll is een voormalig jeugdinternational van Duitsland onder 20 waarmee ze tot de kwartfinale van het WK 2018 kwam.
1 Voll ·
2 Ostermeier ·
3 Friedrich ·
4 Bragstad ·
5 Levels ·
6 Piljić ·
7 Kramer ·
8 Bartz ·
9 Kehrer ·
10 Hansen ·
11 Kögel ·
12 Mickenhagen ·
13 Haim ·
14 Bragstad ·
16 Zdebel ·
17 Jorde ·
18 Vilhjálmsdóttir ·
19 Bender ·
20 Gonzalez ·
21 Marin ·
23 Bodoy ·
24 Turányi ·
27 Repohl ·
28 Menglu ·
27 Daedelow ·
34 Moll ·
56 Vidal ·
Coach: Pätzold